# 杜拜噴泉
杜拜噴泉（英語：Dubai Fountain）是一座位於位於阿拉伯聯合大公國杜拜的大型人工噴泉，位於杜拜購物中心發展項目內，矗立在人工湖布爾加哈利法湖上，噴泉所在的湖泊佔地12公頃，相當於30英畝。噴泉的設計由位於美國加利福尼亞州的音樂噴泉設計公司WET負責。
透過6600個燈光和50個彩色投影儀的照明效果，杜拜噴泉的長度達到275公尺（902英尺），水柱高度可達500英尺（152.4公尺），並搭配著從古典音樂到現代、阿拉伯及世界各地的流行音樂。整個建造過程則耗資8億阿聯酋迪拉姆（合2.18億美元）。

## 啟用
噴泉的名稱是由開發商伊瑪爾地產舉辦的一場比賽中選出的，在2008年10月26日宣布了比賽結果。噴泉測試工作於2009年2月開始進行，並於2009年5月8日正式啟用，與杜拜購物中心的正式開幕儀式同時舉行。

## 設施
迪拜噴泉佔地30英畝，其長度超過900英尺，相當於兩個足球場的長度。該設計共有包括五個不同大小的圓圈和兩個弧形。這些特點結合了強大的水噴嘴，能夠將水噴射到較高的高度。噴泉威力可將22,000加侖（83,000升）的水噴射到空中，創造出超過1,000種不同的表現，同時配以超過6,600盞WET超級燈光和25個彩色投影機，總輸出達150萬流明。
不僅在水的形態上獨具創意，2010年底，噴泉新增了一個獨特的火焰元素，這一元素在2011年新年慶祝活動中首次呈現，用來勾勒出噴泉的輪廓。
WET在噴泉的設計中運用了高壓水噴頭技術，包括噴射者、槳手和水機器人等元素，WET噴射者將水噴向上方，而超級噴射者則能在更大的壓力下將水噴射高達73米（240英尺）的空中。至於極限噴射者，更是將水噴射到最高達500英尺（152.4公尺）。

## 表演

杜拜噴泉噴嘴分佈圖

迪拜噴泉主以燈光秀和音樂進行表演。從湖岸長廊的每個角落以及許多鄰近的建築物都可以看到它。通常表演時間包括每天的上午1點和1點30分，以及平日的下午6點到10點之間每30分鐘一次，週末（週末是星期四、星期五和星期六）的下午6點到11點之間每30分鐘一次。
DHL在2011年10月20日首次在噴泉上推出了一個廣告活動。它是根據Motown經典歌曲《Ain't No Mountain High Enough》重新編排的版本，並在約一個月內重複播放。所有噴泉的表演都伴隨著湖邊的揚聲器播放音樂，雖然有時為了測試目的，噴泉也會在無音樂的情況下運行。選擇在噴泉中使用的音樂的責任通常則交給WET的編舞主管負責。
2020年，建造噴泉的伊瑪爾地產宣布推出迪拜噴泉水體驗（The Dubai Fountain Water Experiences）。這個新景點位於迪拜噴泉的延伸部分，讓遊客有機會參加兒童划船活動、家庭划船體驗、皮划艇和漂浮花園活動。

## 外部連結
- How to make a dancing fountain （页面存档备份，存于）
- 杜拜購物中心的杜拜噴泉介紹 （页面存档备份，存于）

25°11′43″N 55°16′30″E / 25.1951849°N 55.2750599°E
1. ↑  . www.burjkhalifa.ae.   [2023-08-22].
2. ↑  theahadnaqvi. . A blog about homes, trends, tips & life in the UAE | MyBayut.   [2023-08-22]. （原始内容存档于2023-03-24） （美国英语）.
3. ↑  . Best at Travel | The Edit. 2023-03-20  [2023-08-22] （英国英语）.
4. ↑  Gornall, Jonathan. . The National. 2018-01-25  [2023-08-22]. （原始内容存档于2023-08-22） （英语）.
5. ↑  Vaimal, Rahul. . www.gccbusinessnews.com. 2023-08-22  [2023-08-22]. （原始内容存档于2023-08-22） （美国英语）.